# بوب فيريل
بوب فيريل (بالإنجليزية: Bob Ferrell)‏ هو لاعب كرة قدم أمريكية أمريكي، ولد في 13 نوفمبر 1952 في لوس أنجلوس في الولايات المتحدة.

## وصلات خارجية
- بوب فيريل على موقع مرجع كرة القدم المحترفة.كوم (الإنجليزية)